# Rio Gruniu
O Rio Gruniu é um rio da Romênia, afluente do Valea Măriii, localizado no distrito de Hunedoara.